# Spaceport America

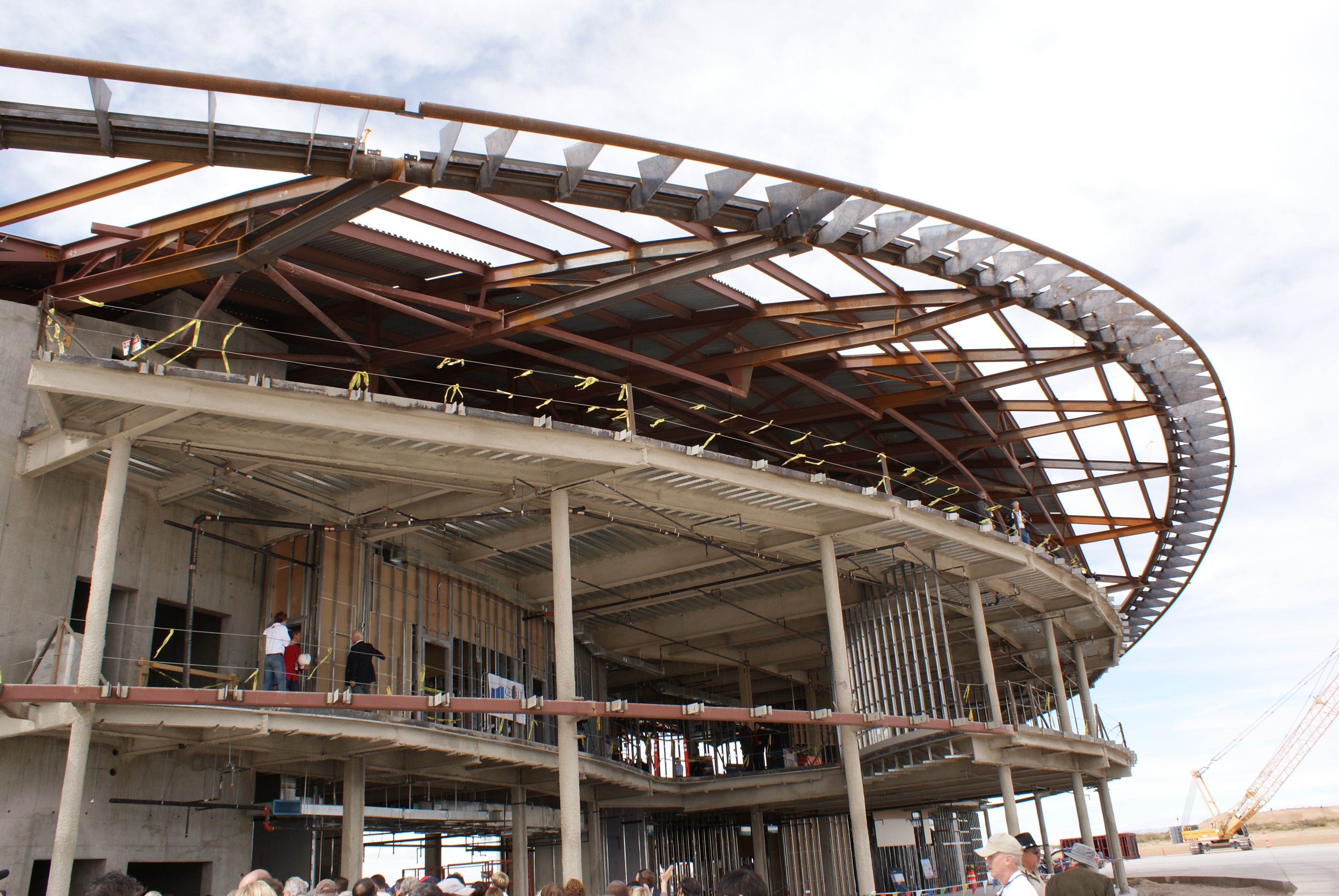
Imagem mostrando o "Virgin Galactic Gateway To Space" em outubro de 2010.

O Spaceport America (antigamente chamada de: Southwest Regional Spaceport) é uma base espacial comercial localizda na bacia de Jornada del Muerto no estado do Novo México, nos Estados Unidos, a oeste do Campo de Teste de Mísseis de White Sands. Encontra-se a 140 km ao norte da cidade de El Paso, a 72 km de Las Cruces e a 48 km de Truth or Consequences. Foi oficialmente aberto em 18 de outubro de 2011.

## Ligações Externas
- Site Oficial
- Enciclopédia Astronáutica
- Vista aérea do Spaceport America